# فرودگاه نیروی هوایی سلطنتی مونا
فرودگاه نیروی هوایی سلطنتی مونا (به انگلیسی: RAF Mona) یک فرودگاه نظامی است که یک باند فرود آسفالت دارد و طول باند آن ۱۵۷۹ متر است. این فرودگاه در کشور انگلستان قرار دارد و در ارتفاع ۶۲ متری از سطح دریا واقع شده‌است.